# 30881 Robertstevenson
30881 Robertstevenson è un asteroide della fascia principale. Scoperto nel 1992, presenta un'orbita caratterizzata da un semiasse maggiore pari a 2,5812172 UA e da un'eccentricità di 0,1806995, inclinata di 1,63551° rispetto all'eclittica.